# 宮原健斗
宮原 健斗（みやはら けんと、1989年2月27日 - ）は、日本の男性プロレスラー。福岡県福岡市出身。YouTuber。全日本プロレス所属。血液型A型。

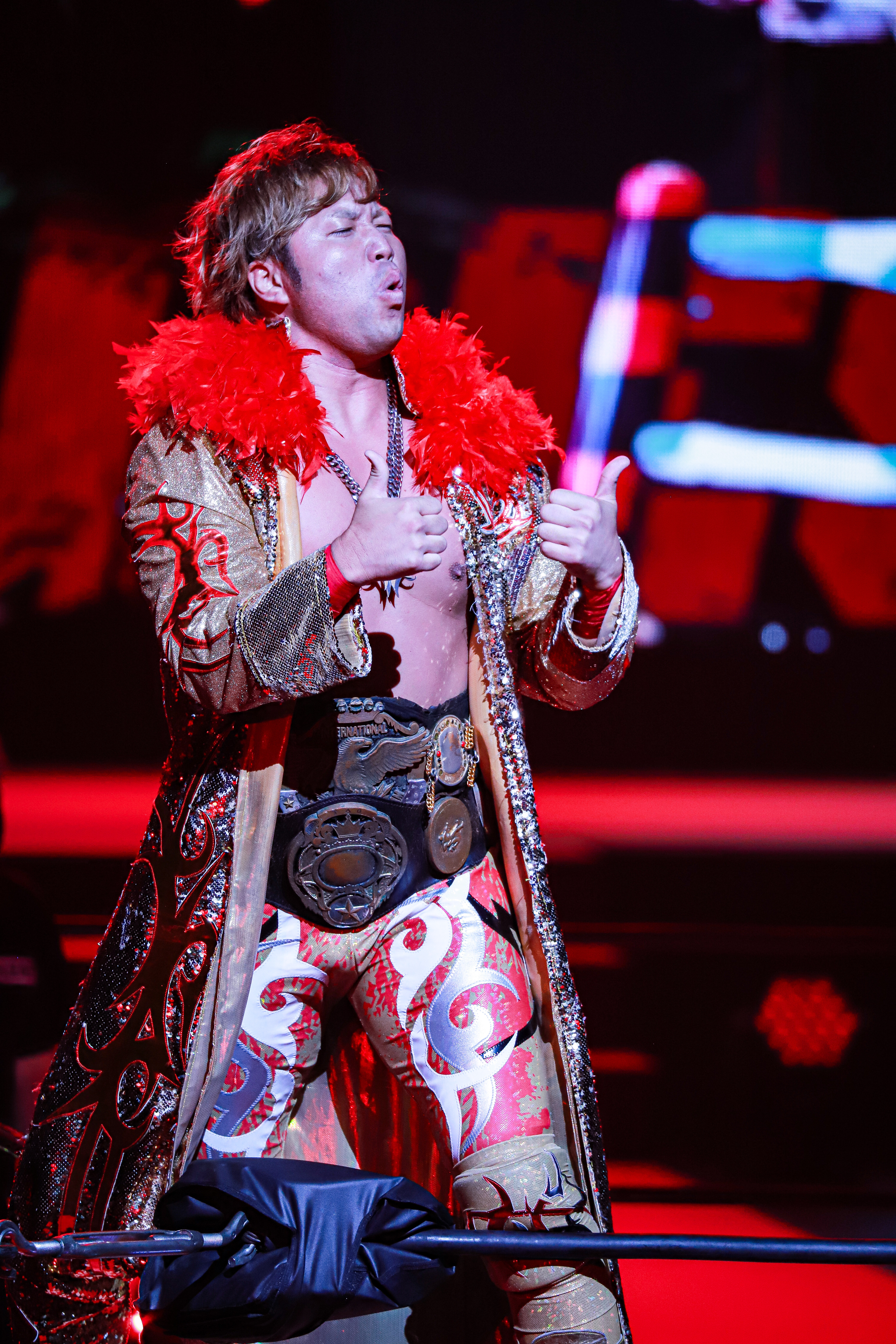
2023.07.01 GLEAT TDCホール大会 宮原健斗選手

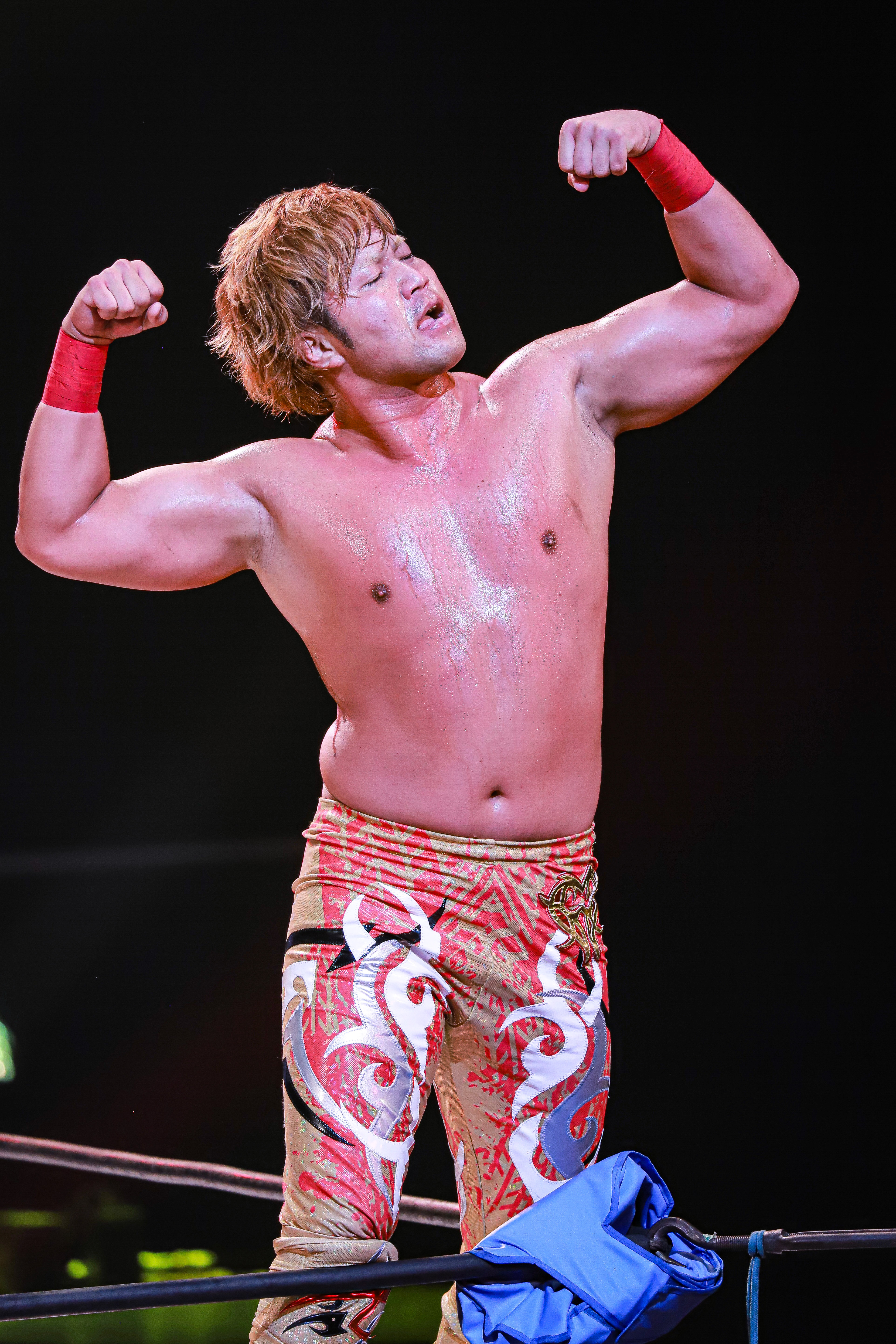
2023.07.01 GLEAT TDCホール大会 宮原健斗選手

## 経歴

### 生い立ち
父と母、4歳年上の姉と2歳年上の兄の元に生まれる。宮原の父が週刊プロレスと週刊ゴングを毎週読んでいるようなプロレスファンだったため、その影響を受けて育った。小学2年生の頃に父がレンタルしたWWFのビデオを見て、ハルク・ホーガンに魅了された。幼少期の宮原は線が細かったため、体の大きい人間へのあこがれが強く、一時期は大相撲の第65代横綱・貴乃花を応援する時期もあったが、基本はホーガンが一番の憧れであった。ホーガン以外に好きであったレスラーは、ランディ・サベージ、アルティメット・ウォリアーである。小学4年生頃から、父親のついでではなく自らが見たくてビデオを毎週借りていた。小学校卒業の前には、いつも行っているビデオ屋のものは全て見終わったので、他のビデオ店まで行ったほどである。
プロレス好きの原点がホーガンであることから、最初はWWFやWCWなどのアメリカン・プロレスのビデオばかり見ていたが、いつしか日本の団体にも興味を持つようになり、深夜のプロレス中継もビデオに録画して見ていた。プロレスを初めて生で観戦したのは小学3年生の頃であり、博多スターレーンへ全日本プロレスを観に行ったとき、入場してくるスタン・ハンセンに触れてロープで殴られたことを本人は覚えている。プロレス観戦の際には、試合よりプロレスラーを間近で見られることを楽しみにしていた。
そんな宮原は、小学校時代はあまり勉強をしておらず、家に帰ると部活ではないが草野球を行っていた。ランドセルを置いてグラウンドに直行したり、夏休みであれば朝6時に集まったりするなど、遊びの範疇を超えて練習なども熱心に行い、家族といるより友達と野球をしている時間の方が長かったというほどである。
福岡市立原中央中学校時代は野球部に所属し、選手層の厚いチームであったので宮原いわく「みんなうまかったから出たり出なかったり」であった。野球と並行してこの頃の宮原は柔道を行っていた。
福岡市立福翔高等学校時代は柔道部に所属し、痩せていた体は柔道のおかげで徐々に逞しくなった。

### 健介オフィス
2006年の秋、プロレス専門誌を見ていると健介オフィスの新人募集の記事が目に飛び込み、宮原はすぐに履歴書を健介オフィスに出した。宮原は、それまでプロレスラーになりたいと公言しているわけでもなく、その意思を他の誰にも伝えていなかったが、入門テストに際して両親にプロレスラーになりたいと伝えた。すると両親はほとんど無反応であった。
夢に向かってひた走る宮原は入門テストを受けたが、基礎体力が不足していたため惨憺たる結果に終わり入門テストの疲労から帰りは歩けなかったほどである。高校3年生の在学中での受験ということで、この時は合格・不合格という結果は出されず「やる気があるなら、もっと練習してまた受けなさい」と諭された。宮原はこの結果を受けて猛トレーニングを積むことに決め、知人のあまり来ない近所のトレーニングジムで、1日にプッシュアップやスクワットを1000回こなすなどして体を徹底的に鍛えた。
2007年1月12日、3ヶ月前はまるでできなかった入門テストの課題をしっかりこなし、成長が認められたのかテストに合格し健介オフィスに入門。同期には、Xリーグ出身の起田高志がいた。2008年2月11日に、真田聖也戦でデビューを果たす。
その後、宮原は起田とともに全日本プロレス、プロレスリング・ノアのシリーズに参加。ノアのジュニア・タッグリーグ戦には丸藤正道とのタッグで出場した。負け試合が続き、丸藤からも多数のダメ出しをされたが、団体の先輩でもある中嶋勝彦との試合ではリングアウトながら中嶋から勝ちを収めた。
中嶋に次ぐ団体期待のホープだったが、2013年2月に突如VOODOO-MURDERSへ加入。ダイヤモンド・リングに反旗を翻し、ヒールに転向した。
2013年8月の全日本プロレス後楽園ホール大会に来場。観客への挨拶と王道トーナメントへの参加、そして秋山準への宣戦を布告。9月9日にダイヤモンド・リングを退団した。以降はフリーランスのレスラーとして全日本プロレスを主戦場としていくこととなる。11月14日にVOODOO-MURDERSから懲罰なしの特例措置で脱退が決定し、潮崎豪に共闘を求めて11月21日、潮崎の作ったユニットXceedに加入した。

### 全日本プロレス
2014年、1月1日付けで全日本プロレスに入団。
同年2月11日、宮原は同ユニットの潮崎と組んで曙&吉江豊組と世界タッグ王座次期挑戦チーム決定戦を行うが敗北。2月23日の沖縄大会では、大森隆男とのシングルマッチを新兵器の「スネークリミット」で制し、その日のメイン後に三冠ヘビー級王者の曙に平身低頭で挑戦表明をした。新兵器のスネークリミットを「7色のスネークリミット」とし、ヨコヅナ・インパクトからも切り返せるように改良を施したが、元横綱で現三冠ヘビー級王者曙の牙城を崩すまでにはいかず、10分足らずで敗れた。
同年のチャンピオン・カーニバルにエントリー、結果は1勝3敗1両者リングアウトで終わった。唯一の勝利は西村修からであった。
7月シリーズでは銘打たれてはいないものの、全日本プロレスのトップ勢とのシングルマッチ5番勝負が組まれた。諏訪魔、大森、KENSO、金丸義信、秋山ら5人と対戦し、結果は3勝2敗（大森、KENSO、金丸から勝利）であった。最終戦の7月27日後楽園ホール大会では、アジアタッグ次期挑戦者決定戦（パートナーは鈴木鼓太郎、相手チームは秋山&金丸）にて前日に敗れた秋山からギブアップを奪い、壁を越えると同時にアジアタッグ王座再戦の切符を手にし、翌8月16日に見事自身初となるベルトを獲得した。
12月14日、新人の青柳優馬のデビュー戦の相手を務める。

#### 2015年、飛躍 - NEXTREAM結成
2015年5月6日、曙&吉江組の保持する世界タッグ王座に潮崎と組んで挑戦。吉江の巨体をジャーマン・スープレックスで投げ飛ばし、王座奪取に成功する。試合後には珍しくマイクパフォーマンスを敢行し、全日本プロレスに対する想いを打ち明け、エボリューションに対し宣戦布告した。そして5月21日、青木篤志とのシングルマッチでニーリフトにて青木をKOした。試合後にまたもや諏訪魔を挑発し、6月4日にEvolution対Xceedのキャプテンフォールマッチに宮原がキャプテンとして出場した。試合は、ニーリフトで相手のキャプテンでもある諏訪魔からピンフォールを奪い勝利した。さらに三冠ヘビー級王座へ挑戦表明をしたがまたも曙には届かず、時代を創ることはできなかった。
しかし9月28日、宮原のパートナーの潮崎が全日本プロレスを退団（潮崎はのちに古巣のノアに再入団）。あわせて保持していた世界タッグのベルトを返上することになり、宮原は「誰かに負けてなくて返上するのは悔しい」とコメントしている。前々日の後楽園ホール大会で宮原は潮崎の退団を知っていたため潮崎のタッチを拒否し、諏訪魔を援護する行動を見せた。
10月23日、宮原は後楽園ホール大会にて諏訪魔と電撃的握手をし、タッグ結成を意思表明する。これは、10月頭の潮崎の退団をうけて諏訪魔が「今の全日本の閉塞感を打開するにはお前の力が必要だ!」と宮原にラブコールを送られ続けていたためであり、宮原も当初は拒否姿勢を示していたが23日の3WAYマッチ（対戦相手は諏訪魔、ゼウス）の試合後、宮原はマイクで、「俺はお前の下に着くつもりはない、すなわち、エボリューションに入る気もない。けどな、お前（諏訪魔）にだけは興味がある。お前だけを利用させてもらう!」と宣言し、諏訪魔とのタッグ結成となった。さらに11月16日、鼓太郎が11月いっぱいで退団することを受けXceedを解散。同年の世界最強タッグ決定リーグ戦では諏訪魔とのコンビで優勝を飾るが、直後握手を求める宮原に諏訪魔がジャーマンを決めて裏切った。その後、ジェイク・リーが宮原と共闘を呼びかけ、NEXTREAMを結成する。

#### 2016年、歴代最年少の三冠王者 - 宮原イヤー

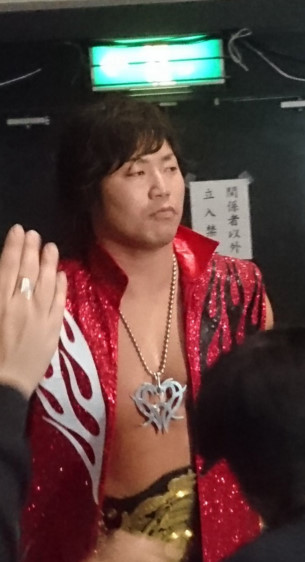
2016年4月24日、チャンピオン・カーニバルでの入場時

2016年2月12日、第54代三冠ヘビー級王者の諏訪魔に挑戦する予定だったが諏訪魔がアキレス腱断裂により欠場・王座返上となったため、急遽開催された三冠ヘビー級王座の王座決定戦でゼウスと対戦し勝利する。宮原は史上最年少、または平成生まれ初の三冠ヘビー級王座戴冠となった。
3月21日、沖縄・豊見城市民体育館大会にて大森を挑戦者として初防衛に成功。
同年のチャンピオン・カーニバルでは三冠ヘビー級王者として出場したが、関本大介、秋山に破れ、真霜拳號と引き分けたため7点で終了し、優勝決定戦に駒を進める事はできなかった。5月25日後楽園ホール大会で宮原は関本を相手に防衛し、週刊プロレス誌の表紙を飾った。その後は6月に真霜、7月秋山、8月崔領二と防衛を重ね、三冠王者として王道トーナメントに挑む。だが、品川ステラボール大会での1回戦にて諏訪魔の渾身のレボリューションボムをまともに受け、敗退となった。その王道トーナメントを優勝した諏訪魔と11月27日両国国技館で三冠防衛戦を行い、宮原も自身の得意技であるブラックアウトをパワーボムで返されるなど苦しい展開が続いたが、諏訪魔のフェイバリットホールドでもあるラストライドを3度切り返し、とどめのシャットダウン・スープレックスで3カウントを取った。試合後、宮原は満員の国技館でも最高マイクで締め、翌週の週刊プロレス誌の表紙を飾り「宮原イヤー」と評された。
その宮原イヤーを象徴するかのように、宮原は12月14日のプロレス大賞において単独ノミネートかつ棄権者無しの満場一致で殊勲賞に選ばれた。全日本プロレスの所属選手が選ばれるのは4年ぶりで、本年は唯一の全日本勢の受賞であった。

#### 2017年 - 2019年、宮原健斗時代宣言

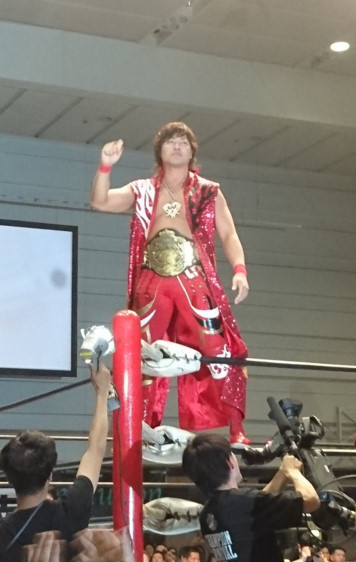
入場時の決めポーズ

2017年に入っても宮原は三冠王座の防衛を重ねたが、5月21日の後楽園ホール大会で石川修司に敗れ、王座から陥落した。なお、宮原の連続防衛8回は三沢光晴（第17代）、小島聡（第33代）と並ぶ歴代2位タイ記録。その後、8月27日の両国国技館大会で三冠王者の石川に挑戦。24分39秒、シャットダウン・スープレックスで石川からフォール勝ちを納め、第57代三冠王者に返り咲いた。ところが、10月9日の後楽園ホールでの諏訪魔との初防衛戦で30分を超える激闘の末に敗れ、再び王座を手放した。
同年の世界最強タッグは、同年王道トーナメントより全日本に参戦していたヨシタツとのタッグ「ヨシケン」で出場。決勝進出はできなかったものの、2018年2月3日横浜文化体育館大会で暴走大巨人に勝利して世界タッグ王座奪取に成功する。世界タッグは一度も防衛できず2月25日にわずか22日天下でザ・ビッグガンズに敗れ手放したが、以降もヨシタツはNEXTREAMの共闘メンバーとなる。
3月25日さいたまスーパーアリーナコミュニティアリーナ大会ではジョー・ドーリングをシャットダウンジャーマンで下し、3度目の三冠王座に輝く。
4月のチャンピオン・カーニバルには3年連続三冠王者として出場し、Aブロック代表として決勝戦まで駒を進めるが、Bブロック代表の丸藤正道に負けて初優勝を逃す。1か月後の5月24日に丸藤の挑戦を受けるが雪辱を果たし三冠王座初防衛。そして試合後挑戦アピールをしたディラン・ジェイムスを6月12日に迎え撃ち、2度目の防衛に成功。丸藤戦後には、「ジェイク・リー、野村直矢、青柳優馬、早く俺のところまで来いよ」「こんな三冠チャンピオンが似合う人っていないでしょう。俺の中でも2人目くらい。（中略）（ベルトが似合う1人目は）三沢光晴さん」など今までにない大胆なコメントを残した。しかし、7月29日大阪府立体育会館第1競技場大会で、ゼウスに敗れ防衛に失敗した。
9月には王道トーナメント優勝。デビューしてから初のリーグ戦・トーナメントの栄冠となる。
2019年2月19日、関本と組み棚橋弘至・ヨシタツ組との試合で「ジャイアント馬場没20年追善興行〜王者の魂〜」メインイベントに出場。入場時には、2013年に馬場家に返還されて以来世に出ていなかった、オリジナルの三冠ヘビー級王座のベルト3本を携えた。試合後、宮原は棚橋と声を合わせ「プロレスを最高に」「愛してま〜す！」と絶叫した。
3月19日、NEXTREAMを脱退して挑戦を表明した野村を相手に三冠防衛戦を行い防衛に成功。試合後、宮原はマイクで野村・ジェイク・青柳の3人を「新時代」としたうえで、自身を「俺は新時代ではない。宮原健斗時代だ!」と宣言した。
2019年チャンピオン・カーニバルにおいてはAブロックを制し、Bブロック1位のジェイクと4月29日に優勝決定戦を行い、勝利。自身としての初優勝を飾るとともに三冠ヘビー級王者としては18年ぶり7人目の優勝という快挙を達成した。試合後のマイクで宮原は「令和のエース」を宣言し、翌々日発売の週刊プロレス誌にて令和最初の表紙を飾った。一方で、同年の王道トーナメントでは順当に勝ち抜くが決勝でジェイクに敗れ、宮原の2年連続優勝はならなかった。

#### 2020年 - 2022年、三冠陥落 - 日本武道館大会のメインへ
その後も宮原は防衛を重ね、2020年2月11日の青柳戦でV10を達成し、川田利明の持つ歴代最多連続防衛記録に並ぶ。なお同試合をもって青柳をNEXTREAMから「卒業」させた。記録更新を目指し、3月23日に諏訪魔の挑戦を受けるも敗れ王座から陥落、新記録樹立はならなかった。
失冠後は新型コロナウイルス感染拡大の影響もあり、試合数が激減し、メディア出演や数少ない無観客試合への出場にとどまっていた。宮原はアジアタッグ王座挑戦を表明していたフランシスコ・アキラのパートナーを買って出るも、4月30日に挑戦するが敗れる。しかし、アキラと前年の王道トーナメントを通じて意気投合した黒潮"イケメン"二郎の3人で新ユニット結成を宣言、さらにユニットへの加入を希望したライジングHAYATOが加わり、7月25日に正式にユニット「ケントとイケメンとアキラとハヤトの大冒険」が発足した。
8月31日、宮原はイケメンとのタッグで諏訪魔&石川の暴走大巨人タッグの持つ世界タッグ王座に挑むが、敗れた。秋に仕切り直され開催されたチャンピオン・カーニバルでは、Bブロックを勝ち抜き決勝戦に進出するもゼウスに敗れ、準優勝にとどまった。大会終了後に青柳が宮原のもとに歩み寄り、「NEXTREAM」を再興させ世界最強タッグへの出場を決める一方、イケメンが表舞台から姿を消し（後にWWE・NXTへ移籍）、前述のユニットも解散する。世界最強タッグでは2連敗ののち5連勝を記録し、因縁の大会となった2015年以来5年ぶりの優勝を飾った。
2021年1月2日、宮原は青柳とのタッグで諏訪魔&石川組を破り、世界タッグ王座を獲得、4回防衛する。同月10日には青柳亮生とHAYATOをNEXTREAMに引き入れた。一方、三冠ベルトは6月26日のジェイク・青柳との巴戦に敗れ、さらに10月16日にジェイクに挑んだ選手権試合では60分時間切れ引き分けで宮原のベルト奪取はならなかった。同年の世界最強タッグでは、再び青柳とのコンビで出場し練習と試合以外では会わない「ビジネスタッグ」を自称しながらも優勝を飾り、1998年・1999年大会を連破した小橋健太&秋山準組以来22年ぶりとなる史上5組目の2連覇を達成した。
2022年1月23日、前王者ジェイクの負傷返上により空位となった三冠1DAYトーナメントを制し、三冠王者に5度目の君臨。同年のチャンピオン・カーニバルはブロック突破できず、三冠もジェイクに明け渡すが、王道トーナメントでは4年ぶりに優勝。9月18日に18年ぶりに開催された日本武道館大会では、メインで諏訪魔の持つ三冠王座に挑戦し勝利、大役を果たして6度目の王座戴冠となった。さらに同年の世界最強タッグでは、大日本プロレス野村卓矢との越境タッグで優勝を飾り（宮原は個人3連覇）、同年のプロレス大賞では3年ぶりに殊勲賞を受賞した。

#### 2023年、他団体との対決
2023年1月2日、野村卓矢とのコンビで世界タッグを獲得し、自身初の五冠王に輝く（世界タッグは同月22日の初防衛戦に敗れ手放す）。その後も三冠防衛を続け、自身が持つ通算防衛記録を28回まで伸ばすも、2月19日の永田裕志戦に敗れ丸腰となった。
2月21日、武藤敬司の引退興行「KEIJI MUTO GRAND FINAL PRO-WRESTLING "LAST" LOVE〜HOLD OUT〜」東京ドーム大会に出場、第7試合の6人タッグで拳王・中嶋勝彦・征矢学の金剛トリオと対戦。拳王とは初対決、勝彦と征矢とはひさびさに胸を合わせ、試合後は解説席にいた健介オフィス時代の弟弟子・マサ北宮に難癖を付けるなど、対プロレスリング・ノアの戦いに身を投じた。前哨戦として稲村愛輝が名乗りを上げ、稲村とのシングル対決は制するも、3月21日の北宮との6人タッグには敗れ、北宮から一方的に絶縁宣言を受ける。
4月開催のチャンピオン・カーニバルでは、小島聡との同ブロック直接対決に敗れるも、以降も丁々発止のやり取りを展開。ブロックは勝ち抜けなかったものの、決勝戦が行われた5月7日大田区体育館大会では、14年半ぶりの全日本参戦となった新日本プロレスの内藤哲也&BUSHI組と対決（パートナーは安齊勇馬）し、大きな刺激を受けた。
6月9日、新日・全日・ノア3団体合同興行「ALL TOGETHER AGAIN 元気があれば何でもできる!」に出場。メインイベントで棚橋弘至・清宮海斗とのトリオで、オカダ・カズチカ&青柳優馬&拳王組と対決し、清宮との初タッグ・オカダとの初対決などで試合を盛り上げた。
6月15日、拳王&征矢組が保持していた世界タッグに、青柳優馬とのタッグで挑戦。宮原が征矢を降し、ビジネスタッグが2度目の戴冠を果たす。同月26日、かつてXceedで共闘した鈴木鼓太郎とシングルで対決し勝利。7月15日、ノア興行「One Night Dream」にて、勝彦と10年ぶりのシングル対決に臨み、敗れる。
9月8日、自身のデビュー15周年記念試合で安齊とシングル初対決。この日限定の赤色ヘアーで勝利した。
10月12日、自身のYouTubeチャンネル「宮原健斗のYouTube」を開設。
12月31日、ノアを退団してフリーとなり、10月より全日本プロレスに参戦した勝彦と三冠王座を賭けて再度シングル対決。しかし7月に続いて敗れ去り、勝彦の初防衛を許した。

#### 2024年、選手会長就任 - NEXTREAM解散、本隊へ
2024年1月2日、新年のあいさつにて前任の石川修司の後を継ぎ、新選手会長への就任を発表。同月18日からは、ポッドキャスト『宮原健斗の選手会長室に集合!』の配信がスタートした。
シングルに関しては一年以上実績を残せていなかったが、同年のチャンピオン・カーニバルでは5年ぶりに優勝。一方、NEXTREAMは個々の活動が続きユニットとしての活動はほぼ見られていなかった。5月29日には安齊にHAYATOが共闘を申し込んだことで、事実上NEXTREAMを脱退。宮原は役目を終えたとしてNEXTREAM解散を決意、けじめのためHAYATOとのシングル戦を要求し、7月20日後楽園ホール大会セミファイナルにて一騎討ちが実現。宮原が勝利を収め、この一戦をもってNEXTREAMは解散となった。以降は選手会長として、本隊所属を宣言した。

## 得意技

### フィニッシュ・ホールド
シャットダウン・スープレックス・ホールド
現在の宮原のフィニッシャー。背後から相手の両腕をたたみ込みながら自身の両手でクラッチし、ジャーマン・スープレックスの要領で持ち上げた後に一旦タメを設けてから一気に反り投げ、ブリッジを決めてフォールを奪うスープレックス技。
初公開は2015年5月6日、曙＆吉江豊戦（決めた相手は吉江。）。披露当初は「パッケージ・ジャーマンスープレックスホールド」と称されていた。宮原曰く「自分のプライドが詰まった技」で、体の柔らかさを利用した綺麗なブリッジによって自身より体格の大きな相手に対しても仕掛けることができ、三冠ヘビー級王座や世界タッグ王座に初戴冠した時の決め手ともなった。技名は「決まったら完全にそこから先はない」「暗闇のイメージ」から、コンピューターシステムを停止させるシャットダウンの名を冠した。
ブラックアウト
打撃技の主なフィニッシャー。
2015年より宮原の代名詞となっているニーバット。丸藤の使用する虎王と同型ではあるが、宮原のブラックアウトは背中で着地するほど高くジャンプするのが特徴である。
助走をつけて二段蹴りのモーションで軽く宙に舞上がり、振り上げた右膝で相手の顔面や顎に下から突き上げるような膝蹴りを叩き込む。スタンディングの相手だけではなく、倒れこんでいる相手に対しても使用される。このニーパットは、あの青木や曙をもKOするほどの切れ味を誇っている。ちなみに、大舞台の試合ではこの技で勝利することは少なく、フィニッシュのシャットダウン式ジャーマンへ繋げる布石ともなっている。
エンドロール
巻き投げからの丸め込み。
2019年のチャンピオン・カーニバルから使用している。

### 投げ技
ブレーンバスター
雪崩式ブレーンバスター
ジャーマン・スープレックス・ホールド
宮原が使用するジャーマンは、2段式を得意としている。これは、宮原がデビュー以前に相手がいない状態で技のイメトレをしていた際に、「一回相手をつま先で持ち上げることを意識しろ!」という教えを受けたことが影響しており、それが自然と技を仕掛ける時に滞空時間の長いこの形に落ち着いたとされている。
ブレイクハート
高角度のFFF。
リバース・フルネルソンの体勢から相手を逆さまに担ぎ上げ、前方へ投げ落とすと同時に両膝からシットダウンし、顔面からマットに叩きつける高角度のダブルアーム式フェイスバスター。
VOODOO-MURDERSに加入した直後から使用を始める。全日本プロレス参戦・入団後は使用していなかったが2014年7月13日の大森戦にて解禁し、見事前三冠王者からの勝利を収めた。
ノーザンライト・スープレックス・ホールド

### 打撃技
エルボー
エルボー・スタンプ
逆水平チョップ
張り手
フロント・ハイキック
流れを変える際に多用する。
ドロップキック
宮原のドロップキックは、長身から繰り出される打点の高いドロップキックを仕掛けることがある。フロントハイキックと同じく、流れを変える際に使用する。
低空ドロップキックを放ち、相手がひざまずいたところを顔面にドロップキックを放つ連携を得意とする。
ヘッドバット
実況中継の鍵野アナウンサー曰く、「宮原は見た目では考えられないくらい頭が硬い」らしい。
延髄斬り
バイシクルキック
2段蹴り
コーナー ハイニー・アタック
コーナーにもたれかかっている相手の顔面に駆け上がって膝を叩き込む技。相手の蹴り足をキャッチして、そのままコーナーに押し込んで使用するパターンもある。
石川殺し
石川が狙ったジャイアントスラムを踏ん張り、腕を捕まれたままヒザ蹴りを叩き込む技。
クローズライン
2021年10月16日のジェイク・リーとの三冠戦を契機に、ごく稀に使う宮原の奥の手。

### 関節技、絞め技
スネークリミット
三角絞めからの腕ひしぎ逆十字固め。2014年2月23日の大森戦で初披露。
三角絞め
腕ひしぎ十字固め
ボストンクラブ
ハーフボストンクラブ

### フォール技
スクールボーイ
逆さ押さえ込み
スモール・パッケージホールド
ジャパニーズ・レッグロール・クラッチ
2018年から使用。
2024年7月20日のライジングHAYATOとのNEXTREAMファイナルマッチでは、この技でHAYATOを降しNEXTREAM最後の試合を飾った。

### 合体技
青柳優馬
- 仕事納め

青柳が相手をゴリー・スペシャルで捕えたところに、宮原がフェイス・クラッシャーで飛びつく。2021年最強タッグの初戦でエル・リンダマンを相手に初公開。
ヨシタツ
- ヨシケンサンバ

ヨシタツのCBJを受けた相手にジャーマンスープレックスをかける。2018年最強タッグの前哨戦にて初公開し、技の名前をTwitterにて公募した。
潮崎豪
- SHIN-SEKAI

宮原が2段式ジャーマンで相手を持ち上げ、潮崎がジャンピングラリアットを打ち込みそのままジャーマンスープレックスで相手を落とす。2014年世界最強タッグ決定リーグ戦に合わせて開発された技。

## タイトル歴
全日本プロレス
- 三冠ヘビー級王座
  - 第55代、第57代、第60代、第62代、第65代、第68代
- 世界タッグ王座
  - 第70代（パートナーは潮崎豪）
  - 第80代（パートナーはヨシタツ）
  - 第88、96、100代（パートナーは青柳優馬）
  - 第93代（パートナーは野村卓矢）
- アジアタッグ王座
  - 第95代（パートナーは鈴木鼓太郎）
- チャンピオン・カーニバル
  - 2019年、2024年優勝
- 王道トーナメント
  - 2018年、2022年優勝
- 世界最強タッグ決定リーグ戦
  - 2015年優勝（パートナーは諏訪魔）
  - 2020年、2021年優勝（パーナーは青柳優馬）
  - 2022年優勝 （パートナーは野村卓矢）
- 三冠ヘビー級王座決定トーナメント
  - 2022年優勝
- 根室食堂杯争奪6人タッグトーナメント
  - 2017年優勝（パートナーはジェイク・リー&青柳優馬）

プロレスリング・ノア
- 日テレG+杯争奪ジュニアヘビー級タッグ・リーグ戦
  - 第3回（2009年）大会：殊勲賞（パートナーは中嶋勝彦）

プロレス大賞
- 2016年度プロレス大賞 殊勲賞
- 2019年度プロレス大賞 殊勲賞
- 2022年度プロレス大賞 殊勲賞

## 入場テーマ曲
BREAK HEART
2013年2月より使用。2019年4月4日より、曲をバージョンアップしている。
作曲は戸谷勉。ヒールターンを機に作られた曲だが、「カッコいい」「スピーディー」「クール」「攻める感じ」などのキーワードの元に作られ、ベビーターン後も引き続き使われている（宮原自身「テーマ曲はコロコロ変えない方が良い」という持論がある）。
バージョンアップの際にイントロに追加された心臓の鼓動音は、ファンの心臓の高鳴りを表している。
ショートバージョンも存在し、タッグマッチなどで使われていたが、2023年11月12日後楽園ホール大会でリングに上がる前にショートバージョンのテーマ曲が終わってしまうハプニングがあり、以後使用していない。

## 人物
- 入場は時間を掛けて行う[54]。
  - 選手権試合の王者側であっても、必ず先に入場する。
  - テーマ曲「BREAK HEART」に合わせて花道に登場、花道でガウンをはだけながら大きくのけぞり、肉体やチャンピオンベルトを誇示。さらに場外を一周し、リングに入るとコーナーに登って2回胸を叩き、天を指さす「top of heart」と呼ぶパフォーマンスを行う[58]。そしてテーマ曲が終わると同時にリング中央でポーズを決める。
  - この間、観客は「KENTO CLAP」と呼ばれる両手を大きく動かす手拍子と、「ケントコール」をしながら迎え入れる。これは宮原自身が観客に要求している[54][59]。
- 新型コロナウイルス感染症の流行のため観客が歓声を送れなくなって以降は、三三七拍子を応援に要求している[60]。
  - コロナ禍以後も、前述の入場終了後に三三七拍子のリズムを流し、観客に「ケント、ケント、ミヤハラケント」のコールを促すパフォーマンスを行っている[56][57]。
- 決め台詞は「全日本プロレス、最高でしたか！？」。「まだまだ（声量が）足りない」と言い、2 - 3回繰り返すことも。また、ビッグマッチのメインイベント後などでは、最後の決め台詞でマイクを床に置き、地声で絶叫したこともある。ブログでは「最高のマイク説明書」として本人が詳しく書き上げている[61]。2019年頃からはさらに磨きがかかり、マイクが15分以上にも及ぶこと[62]や、藤原喜明から「お前マイクなげぇーよ」と苦言を呈されることも[63]。
- NEXTREAMから脱退者が相次いだことを受け、「人望がない」と自虐している[64][65]。ついには自身がナビゲーターを務めるテレビ番組『全日本プロレスアーカイブス「サイコー宣言」』#18にて、「宮原健斗の人望特集」が組まれるに至った[66]。
- レフェリーの和田京平とは犬猿の仲で、宮原が対戦相手と場外戦を繰り広げている時に、和田レフェリーが宮原の髪をつかみ執拗に叱責するのは全日本名物となった。
- 2015年3月の週刊プロレスの企画で小橋建太と対談した際に、「若大将」の異名襲名を許可されている。なお、青柳優馬からは「大将」と呼ばれている。
- 宮原はプロレスラーで「唯一リスペクトしている選手」として、棚橋弘至の名を挙げている。その棚橋は、宮原を「宝」「僕を超える存在になるんじゃないかな」と非常に高く評価している[10]。
- 小学生時代にジャイアント馬場やスタン・ハンセンに会ったことがある[67]。
- 健介オフィス入門テストの際、審査員を務めていた北斗晶と佐々木健介からは「線が細く（体重が軽い）失格だ」と思われていたが、まだ年齢的にも若いことに加えて186cmの長身であることと、そして名前の「健斗」に北斗と健介2人の文字が入っており、さらに出身地が健介と同じ福岡県であるため北斗が何かの縁を感じ、じっくり育てていくという方針で合格が決まった、という逸話がある。
- Twitterの投稿では、つぶやくごとに自撮り写真を一緒にアップロードしており、サムライTVに出演したときに「自撮り王子」の異名をつけられた。また、同番組で自撮り棒をプレゼントされ、一時期活用していた。
- 2017年より週刊プロレス誌において、コラム「宮原健斗の最高ですか？聞こえないなぁ〜」を隔週連載している。
- 2020年の最強タッグでの敗戦を「汚点」と語るなど、アブドーラ・小林に嫌悪感を露わにしている[68]。

## メディア出演
スポーツ
- 全日本プロレスアーカイブス サイコー宣言（2018年8月20日 - 2019年、FIGHTING TV サムライ） - ナビゲーター
- 宮原健斗のトレーニング最高ですか!?（2020年5月5日 - 7月25日、GAORA） - 体操のお兄さん

バラエティ
- 潜在能力テスト（2020年3月3日ほか、フジテレビ）
- デカ盛りハンタースペシャル【1部】[69]（2021年3月12日、テレビ東京系列）
- 有吉ゼミ2時間SP[70]（2021年5月24日、日本テレビ）
- SASUKE2021 [71]（2021年12月28日、TBSテレビ）

ドラマ
- 花燃ゆ（2015年3月1日、NHK） - 指月丸（相撲力士）役

映画
- 電車を止めるな!（2020年）
- 八犬伝 （2024年）山林房六役

ドキュメンタリー
- OFLIFE（2019年11月19日、毎日放送）

舞台
- スポーツミュージカル『energy』笑う筋肉（2019年11月1日 - 10日）

## 書籍
写真集
- 『最高！の男 宮原健斗』（2019年12月18日、主婦の友社）ISBN 978-4074413591